# Park Gyuri
Park Gyuri er medlem af Kara (koreansk: 카라) en sydkoreansk pigegruppe med 5 medlemmer dannet af DSP Media i 2007. De fem medlemmer er: Park Gyuri (leder), Han Seungyeon, Goo Hara, Jung Nicole og Kang Ji-young.

## Diskografi
Se også: Kara
Soundtracks
- 2010: My love, Dae Mul (duet med Ji-young)
- 2011: I only look at You, City Hunter
- 2011: Indecisive, Hooray for Love (duet med Hyunyoung)
- 2012: I love you more than my soul, Tasty Life
- 2012: Breaking Fate, The Great Seer
- 2013: I will wait for You, Nail Shop Paris
- 2013: Kiss (Gyuri+) Galileo 2
- 2013: The love (Gyuri+) Galileo 2

Andet
- 2010: Day after Day (duet med Hong Kyungmin)
- 2010: Let's go!

## Drama
- 1995: Today Is A Nice Day (Pre-debut)
- 2002: Ladies of the Palace(Pre-debut)
- 2013: Nail Shop Paris

## TV
- 2012: Lullulalla

## Radio
- 2011: Shim Shim Tapa

## Musical
- 2011: 200 Pounds Beauty: The Musical

## Tegnefilm
- 2011: Alpha and Omega – Kate (Stemme)